# Nowa Zelandia na Zimowych Igrzyskach Olimpijskich 1976
Nowa Zelandia na Zimowych Igrzyskach Olimpijskich 1976 – pięcioosobowa kadra sportowców reprezentujących Nową Zelandię na igrzyskach w 1976 roku w Innsbrucku.
Reprezentacja składała się z dwóch kobiet i trzech mężczyzn, którzy wystąpili w jednej z dziesięciu dyscyplin, które Międzynarodowy Komitet Olimpijski włączył do kalendarza igrzysk. Zawodnicy wystartowali w zawodach narciarstwa alpejskiego i dla każdego z nich był to debiut na igrzyskach olimpijskich. Najmłodszym reprezentantem Nowej Zelandii była osiemnastoletnia Janet Wells, najstarszym zaś mający dwadzieścia dwa lata Robin Armstrong, chorążym reprezentacji był Stuart Blakely.
Nowozelandzki Komitet Olimpijski, powstały w 1911 roku i uznany przez MKOl w roku 1919, po raz pierwszy wysłał zawodników na zimowe igrzyska w 1952 roku, następnie w roku 1960, a od 1968 roku sportowcy z tego kraju regularnie uczestniczą w tych zawodach. Brak reprezentacji w latach 1956 i 1964 spowodowany był niskim w ocenie selekcjonerów kadry poziomem zawodników. Igrzyska w Innsbrucku były zatem piątym startem Nowozelandczyków – w poprzednich czterech występach reprezentanci tego kraju nie zdobyli żadnego medalu.
Selekcjonerzy kadry postanowili użyć tych samych kryteriów co przy wyborze zawodników na igrzyska letnie – każdy ze sportowców musiał posiadać umiejętności, by uplasować się w górnej połowie uczestników swojej konkurencji. Po konflikcie z zawodnikami selekcjonerzy ustąpili i do udziału w igrzyskach nominowali pięcioosobową kadrę. Wraz ze sportowcami biorącymi udział w zawodach na igrzyska pojechało sześciu oficjeli oraz jeden dziennikarz radiowy.
Najwyższą pozycję – dziewiętnastą – zajęła Sue Gibson w żeńskim slalomie. Była to pierwsza lokata w czołowej dwudziestce w historii występów Nowozelandczyków na zimowych igrzyskach, Gibson w tej konkurencji była jednak ostatnią spośród sklasyfikowanych zawodniczek.

## Wyniki

### Narciarstwo alpejskie
Wszyscy reprezentanci Nowej Zelandii na tych igrzyskach – dwie kobiety i trzech mężczyzn – wystartowali w narciarstwie alpejskim. Wzięli oni udział we wszystkich trzech konkurencjach zaliczając łącznie trzynaście startów.
Mężczyźni
Każdy z trzech Nowozelandczyków – Robin Armstrong, Stuart Blakely i Brett Kendall – wziął udział we wszystkich trzech konkurencjach. Pierwszą z nich był rozegrany 5 lutego zjazd. Spośród sześćdziesięciu sześciu zawodników, którzy ukończyli zawody, Stuart Blakely był 53., a Brett Kendall 60., Robin Armstrong swojego przejazdu zaś nie ukończył. Triumfatorem okazał się Austriak Franz Klammer.
Zawody w slalomie gigancie rozpoczęły się 9 lutego. Stuart Blakely i Brett Kendall zajęli miejsca pod koniec siódmej dziesiątki, a Robin Armstrong wypadł z trasy podczas pierwszego przejazdu. To samo uczynił Stuart Blakely w rozegranym dzień później drugim przejeździe, zaś 43. lokata Bretta Kendalla dała mu w klasyfikacji końcowej 44. miejsce. Złoty medal zdobył Szwajcar Heini Hemmi.
Slalomowa rywalizacja odbyła się 14 lutego, a Robin Armstrong również i tej konkurencji nie ukończył. Pozostali dwaj Nowozelandczycy w obu przejazdach zajmowali miejsca wśród ostatnich pięciu zawodników i zajęli ostatecznie miejsca 35–36. Wśród trzydziestu ośmiu sklasyfikowanych zawodników najlepszy był Włoch Piero Gros.
| Wydarzenie    | Zawodnik        | Zjazd 1. | Msc. 1. | Zjazd 2. | Msc. 2. | Suma    | Miejsce |
| ------------- | --------------- | -------- | ------- | -------- | ------- | ------- | ------- |
| Zjazd         | Robin Armstrong | DNF      | DNS     | DNS      | DNS     | DNS     | DNF     |
| Zjazd         | Stuart Blakely  | 1:57,91  | DNS     | DNS      | DNS     | DNS     | 53.     |
| Zjazd         | Brett Kendall   | 2:00,57  | DNS     | DNS      | DNS     | DNS     | 60.     |
| Slalom gigant | Robin Armstrong | DNF      | DNF     | DNS      | DNS     | DNS     | DNF     |
| Slalom gigant | Stuart Blakely  | 2:02,12  | 68.     | DNF      | DNF     | DNF     | DNF     |
| Slalom gigant | Brett Kendall   | 2:01,82  | 66.     | 2:02,23  | 43.     | 4:04,05 | 44.     |
| Slalom        | Robin Armstrong | DNF      | DNF     | DNS      | DNS     | DNS     | DNF     |
| Slalom        | Stuart Blakely  | 1:13,17  | 41.     | 1:15,60  | 34.     | 2:28,77 | 35.     |
| Slalom        | Brett Kendall   | 1:18,12  | 42.     | 1:20,26  | 36.     | 2:38,38 | 36.     |

Kobiety
Podobnie jak mężczyźni kobiety rywalizację rozpoczęły od zjazdu. W nim 8 lutego na stoku zaprezentowała się Sue Gibson zajmując ostatnią, 38. pozycję, Janet Wells nie stanęła zaś na starcie. Triumfatorką tej konkurencji została Niemka Rosi Mittermaier.
Niemka zwyciężyła również w rozegranym trzy dni później slalomie, a odbył się on z udziałem tylko jednej z reprezentantek Nowej Zelandii. Sue Gibson w obu przejazdach plasowała się na ostatniej pozycji wśród sklasyfikowanych zawodniczek. Dało jej to ostatnią, dziewiętnastą pozycję w zawodach, których nie ukończyła ponad połowa startujących.
Obydwie nowozelandzkie alpejki wystartowały 13 lutego w kończącym żeńskie zawody slalomie gigancie. Janet Wells w olimpijskim debiucie zajęła 41. lokatę, jedną pozycję niżej sklasyfikowano Sue Gibson – wyprzedziły one jedynie reprezentującą Liban Faridę Rahmeh. Złoty medal zdobyła Kanadyjka Kathy Kreiner.
| Wydarzenie    | Zawodnik    | Zjazd 1. | Msc. 1. | Zjazd 2. | Msc. 2. | Suma    | Miejsce |
| ------------- | ----------- | -------- | ------- | -------- | ------- | ------- | ------- |
| Zjazd         | Sue Gibson  | 2:03,49  | DNS     | DNS      | DNS     | DNS     | 38.     |
| Slalom        | Sue Gibson  | 1:02,59  | 28.     | 1:00,94  | 20.     | 2:03,53 | 19.     |
| Slalom gigant | Sue Gibson  | 1:49,30  | DNS     | DNS      | DNS     | DNS     | 42.     |
| Slalom gigant | Janet Wells | 1:48,42  | DNS     | DNS      | DNS     | DNS     | 41.     |